# Millennium (Achterbahn)
Millennium in Fantasy Island (Ingoldmells, Lincolnshire, UK) ist eine Stahlachterbahn vom Modell Custom MK-1200 des Herstellers Vekoma, die am 22. Mai 1999 als Millennium Roller Coaster eröffnet wurde, unter diesem Namen sie bis 2011–2013 fuhr. Sie wurden gebaut, um das neue Millennium zu feiern.
Die 860 m lange Strecke, die teilweise mit der Strecke von Jubilee Odyssey verwunden ist, erreicht eine Höhe von 45,7 m und besitzt drei Inversionen: einen Looping, einen Sidewinder und einen weiteren Looping. Die Züge erreichen eine Höchstgeschwindigkeit von 90 km/h.

## Zug
Millennium besitzt einen Zug mit sieben Wagen. In jedem Wagen können vier Personen (zwei Reihen à zwei Personen) Platz nehmen.